# آرما ۳
آرما ۳ (به انگلیسی: ARMA 3) یک بازی دنیای آزاد اکشن اول شخص است که توسط بوهیمیا اینتراکتیو عرضه شد. داستان بازی در سال ۲۰۳۰ میلادی رخ خواهد داد و دربارهٔ جنگ میان، ارتش ناتو در اروپا با ارتش متحد کشورهای شرقی جهان به رهبری ایران خواهد بود.

## توسعه

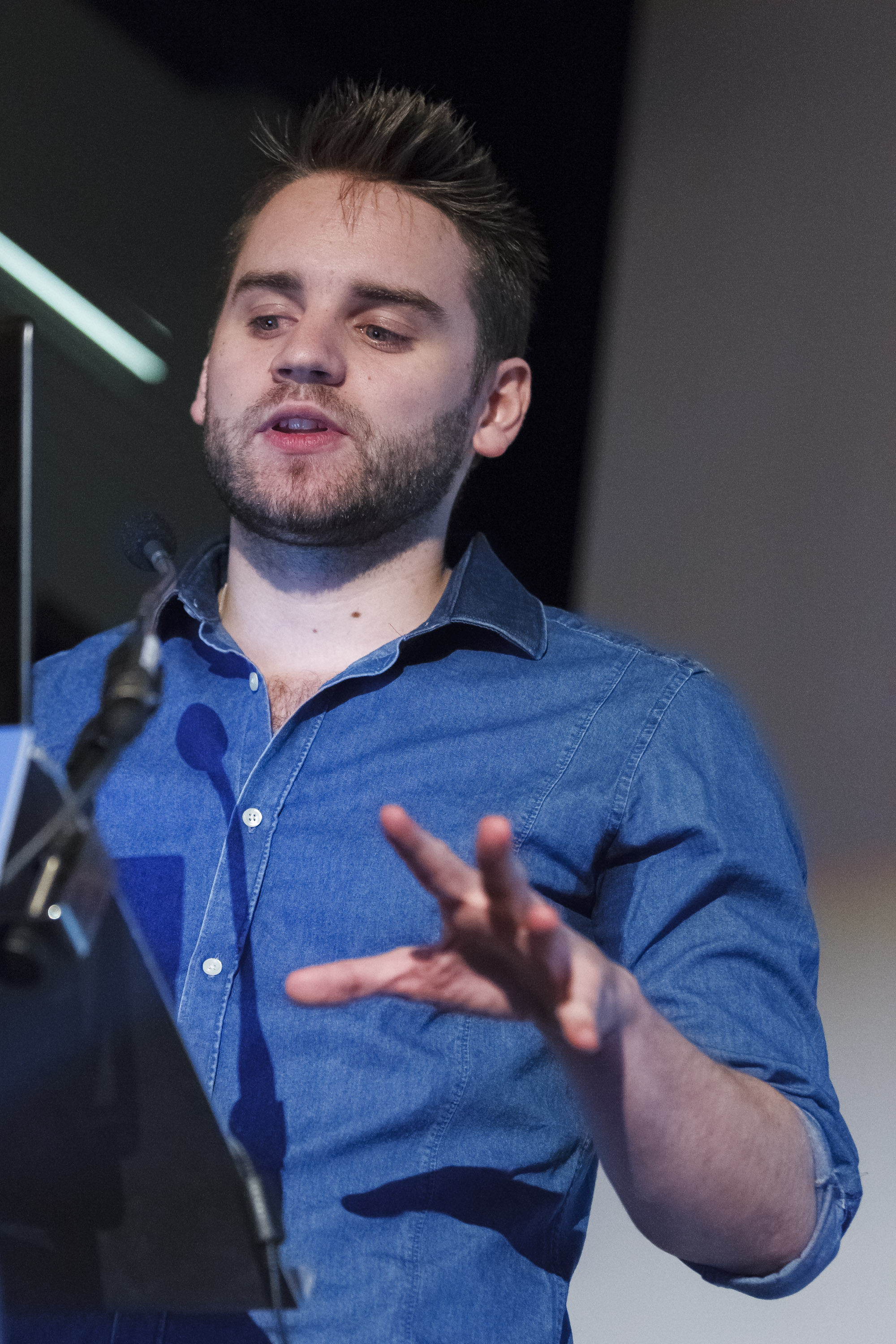
جی کرو کارگردان بازی بود و صداپیشگی را برای بازی انجام داد.

بوهیمیا اینتراکتیو به‌طور رسمی توسعه آرما ۳ را در ۱۹ می ۲۰۱۱ اعلام کرد. در ژوئن ۲۰۱۲، یک نسخه آلفا از بازی در ای۳ نشان داده شد. در اوت ۲۰۱۳، بوهیمیا اعلام کرد که سه قسمت محتوای قابل دانلود را به صورت رایگان پس از انتشار اولیه بازی منتشر خواهد کرد.
نسخه آلفای بازی در ۵ مارس ۲۰۱۳ منتشر شد. نسخه بتا در ۲۵ ژوئن ۲۰۱۳ منتشر شد و هر بازیکنی که آلفا را داشت نسخه خود را به‌طور خودکار به نسخه بتا ارتقا داد.
نسخه نهایی آرما ۳ در ۱۲ سپتامبر ۲۰۱۳ منتشر شد، در پی این نسخه، آرما ۳ دارای ماموریت‌های بیشتر و جزیره بزرگ آلتیس بود.
آرما ۳ از نسخه جدیدی از موتور بازی Real Virtuality Bohemia Interactive استفاده می‌کند. آرما ۳ مانند نسخه‌های قبلی خود از زبان برنامه‌نویسی SQF Syntax استفاده می‌کند.